# Boucheporn
Pour les articles homonymes, voir Boucheporn (homonymie).
Boucheporn ( en allemand Buschborn) est une commune française située dans le département de la Moselle et le bassin de vie de la Moselle-est, en région Grand Est.

## Géographie
| Bisten-en-Lorraine | Varsberg   | Porcelette                 |
| Obervisse          | Boucheporn |                            |
| Zimming            |            | Longeville-lès-Saint-Avold |

Le petit village de Boucheporn se situe à huit kilomètres de Saint-Avold et à neuf kilomètres de Boulay-Moselle, tandis qu'il est distant de trente-et-un kilomètres de la ville de Metz. Village-rue caractéristique de l'habitat lorrain, il s'étale sur le rebord du plateau lorrain, au bord de la cuvette boisée du Warndt. Le petit cours d'eau de la Bisten prend sa source sur le ban de la commune, avant de se diriger vers Bisten-en-Lorraine, situé dans une profonde vallée. La rivière file ensuite à travers les villages de Varsberg et de Ham-sous-Varsberg, où elle reçoit les eaux du ruisseau de Guerting. La Bisten prend alors la direction de Creutzwald et de l'Allemagne, où elle confluera avec la Sarre à Wadgassen.

### Hydrographie

#### Réseau hydrographique
La commune est située dans le bassin versant du Rhin au sein du bassin Rhin-Meuse. Elle est drainée par la Rosselle et le ruisseau Bruchbach.
La Rosselle, d'une longueur totale de 32,8 km, prend sa source dans la commune  traverse treize communes françaises puis, au-delà de Petite-Rosselle, poursuit son cours en Allemagne où elle se jette dans la Sarre.

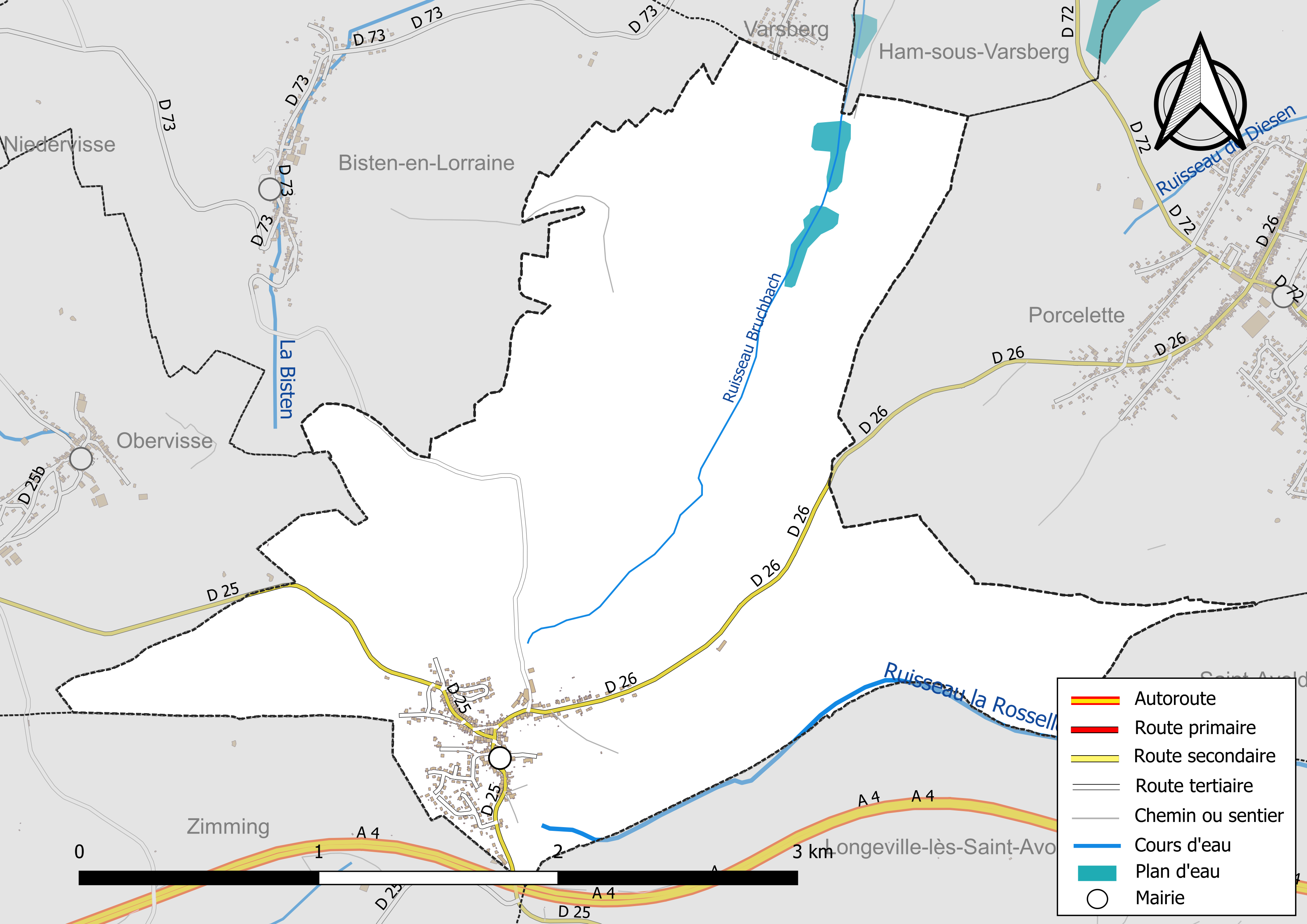
Réseaux hydrographique et routier de Boucheporn.

#### Gestion et qualité des eaux
Le territoire communal est couvert par le schéma d'aménagement et de gestion des eaux (SAGE) « Bassin Houiller ». Ce document de planification, dont le territoire est approximativement délimité par un triangle formé par les villes de Creutzwald, Faulquemont et Forbach, d'une superficie de 576 km2, a été approuvé le 27 octobre 2017. La structure porteuse de l'élaboration et de la mise en œuvre est la région Grand Est. Il définit sur son territoire les objectifs généraux d’utilisation, de mise en valeur et de protection quantitative et qualitative des ressources en eau superficielle et souterraine, en respect des objectifs de qualité définis dans le SDAGE  du Bassin Rhin-Meuse.
La qualité des eaux des principaux cours d’eau de la commune, notamment du ruisseau la Rosselle, peut être consultée sur un site spécial géré par les agences de l’eau et l’Agence française pour la biodiversité. 

### Climat
Pour des articles plus généraux, voir Climat du Grand Est et Climat de la Moselle.
En 2010, le climat de la commune est de type climat de montagne, selon une étude du Centre national de la recherche scientifique s'appuyant sur une série de données couvrant la période 1971-2000. En 2020, Météo-France publie une typologie des climats de la France métropolitaine dans laquelle la commune est exposée à un climat semi-continental et est dans la région climatique  Lorraine, plateau de Langres, Morvan, caractérisée par un hiver rude (1,5 °C), des vents modérés et des brouillards fréquents en automne et hiver. 
Pour la période 1971-2000, la température annuelle moyenne est de 9,4 °C, avec une amplitude thermique annuelle de 16,9 °C. Le cumul annuel moyen de précipitations est de 929 mm, avec 12,4 jours de précipitations en janvier et 9,5 jours en juillet. Pour la période 1991-2020, la température moyenne annuelle observée sur la station météorologique de Météo-France la plus proche, « Seingbouse », sur la commune de Seingbouse à 16 km à vol d'oiseau, est de 10,5 °C et le cumul annuel moyen de précipitations est de 731,4 mm. 
La température maximale relevée sur cette station est de 37,9 °C, atteinte le 25 juillet 2019 ; la température minimale est de −17 °C, atteinte le 20 décembre 2009,,. 
Les paramètres climatiques de la commune ont été estimés pour le milieu du siècle (2041-2070) selon différents scénarios d'émission de gaz à effet de serre à partir des nouvelles projections climatiques de référence DRIAS-2020. Ils sont consultables sur un site spécial publié par Météo-France en novembre 2022.

## Urbanisme

### Typologie
Au 1er janvier 2024, Boucheporn est catégorisée bourg rural, selon la nouvelle grille communale de densité à sept niveaux définie par l'Insee en 2022.
Elle est située hors unité urbaine. Par ailleurs la commune fait partie de l'aire d'attraction de Saint-Avold (partie française), dont elle est une commune de la couronne,. Cette aire, qui regroupe 28 communes, est catégorisée dans les aires de moins de 50 000 habitants,.

### Occupation des sols
L'occupation des sols de la commune, telle qu'elle ressort de la base de données européenne d’occupation biophysique des sols Corine Land Cover (CLC), est marquée par l'importance des forêts et milieux semi-naturels (51,2 % en 2018), une proportion identique à celle de 1990 (51,2 %). La répartition détaillée en 2018 est la suivante : 
forêts (45 %), zones agricoles hétérogènes (33,2 %), prairies (8 %), zones urbanisées (6,6 %), milieux à végétation arbustive et/ou herbacée (6,1 %), terres arables (1 %). L'évolution de l’occupation des sols de la commune et de ses infrastructures peut être observée sur les différentes représentations cartographiques du territoire : la carte de Cassini (XVIIIe siècle), la carte d'état-major (1820-1866) et les cartes ou photos aériennes de l'IGN pour la période actuelle (1950 à aujourd'hui).

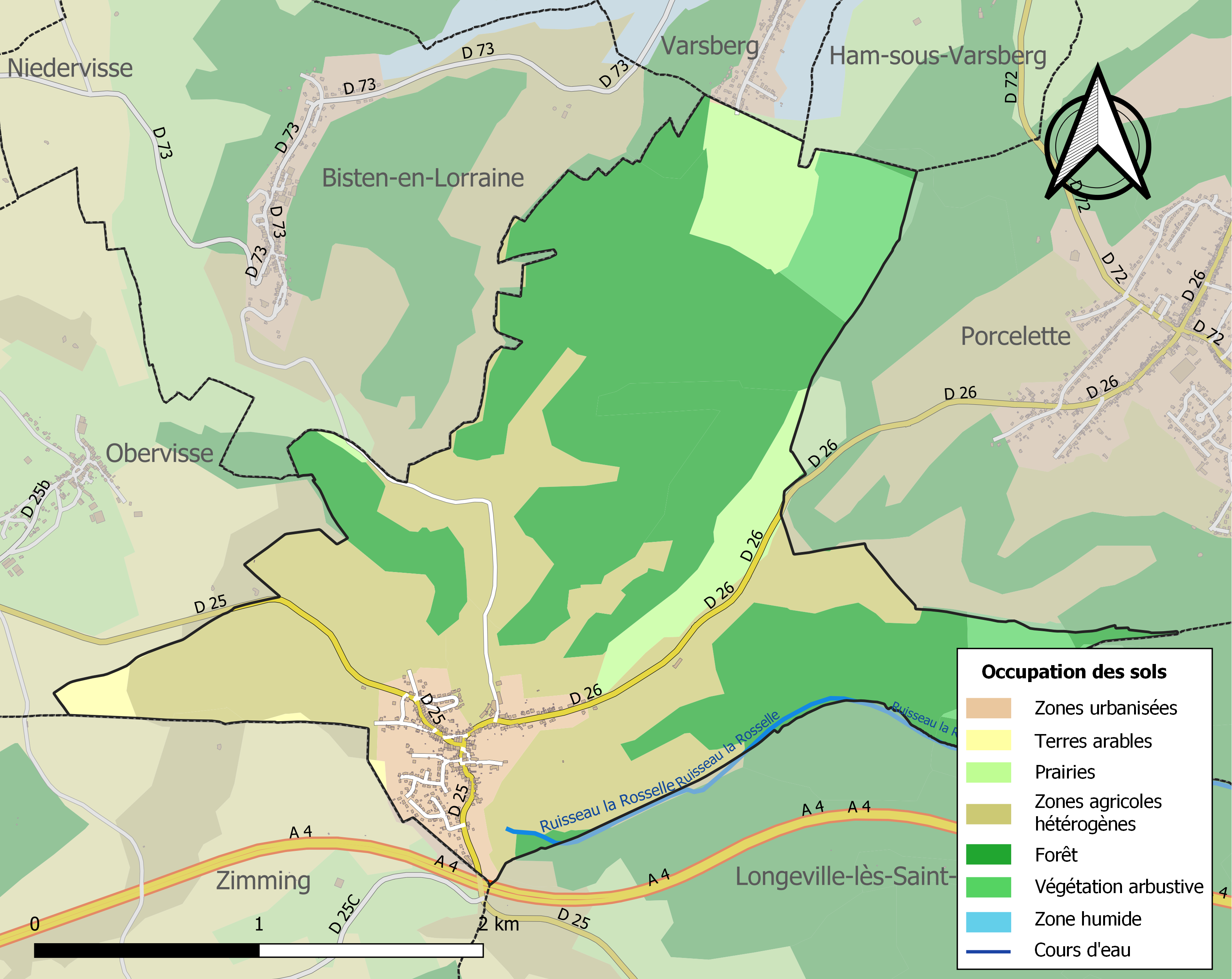
Carte des infrastructures et de l'occupation des sols de la commune en 2018 (CLC).

## Toponymie
- Anciennes mentions : Busbrunno (760-62), Buxbrunno (766), Bosburno (1121), Bousporno (1221), Bousperon (1272), Besperon (1361), Boupperon (1391), Boucheborn (1478), Banschborn (1594), Bousporn (1662), Boucheporne (1681), Bouchborn  (1683), Bouschberen (1762), Boucheport (1793), Bouchporn (Bulletin des lois de 1863), Buschborn (1871-1918 et 1940-44).
- En francique lorrain : Boschborn.
- Durant le XIXe siècle, Boucheporn était également connu au niveau postal sous l'alias de Boschporn[16].

### Étymologie
Le toponyme dérive de l’ancien allemand « busch-brunen ». Bouche est donc une francisation du germanique busch. Par ailleurs, le [b] de born (fontaine/source) est passé à [p] par dévoisement spontané.

### Sobriquet
Surnoms sur les habitants : Die hämbische Kepp (Hainbuchen-Köpfe) = les fortes têtes. Die Schwinn (Schweine) = les cochons, les avares.

## Histoire
Le site est occupé depuis l'Antiquité, comme en témoignent les nombreux vestiges gallo-romains découverts sur le ban de la commune. Une voie romaine passe en effet à proximité du village, près de laquelle on peut voir les traces d'une villa rustica. Des vestiges d'atelier et de poterie indiquent que c'est un centre important de production de céramique sigillée durant la période romaine.
La localité dépend au Moyen Âge de l'ancienne province de Lorraine.
Les terres de Boucheporn appartinrent, pour la plus grande partie, aux seigneurs de Créhange du XIVe siècle jusqu'en 1688, quand elles furent cédées à Abraham Mangin puis à la famille George, de Metz. À la suite du mariage de Nicole George, fille de Jean George, trésorier de France, avec Claude-François Bertrand, conseiller au parlement de Metz (1708), la moitié des terres de Boucheporn devinrent possession des Bertrand de Boucheporn, l'autre moitié appartenant à un frère de Nicole George, Jean Gabriel George de Lesseville.
Les armes de la famille Bertrand de Boucheporn sont rappelées dans le blason du village de Boucheporn, qui reprend également, au premier quartier, les armes de l'abbaye de Longeville-lès-Saint-Avold dont le village dépendait au Moyen Âge.

### Administration religieuse
Le village est au Moyen Âge à la tête d'une vaste paroisse, avec pour succursales les villages voisins de Bisten-en-Lorraine, Zimming et Obervisse. L'état civil ne débute alors qu'en 1792 dans la paroisse-mère. L'église paroissiale, dédiée à saint Rémi, est édifiée en 1770.

## Politique et administration

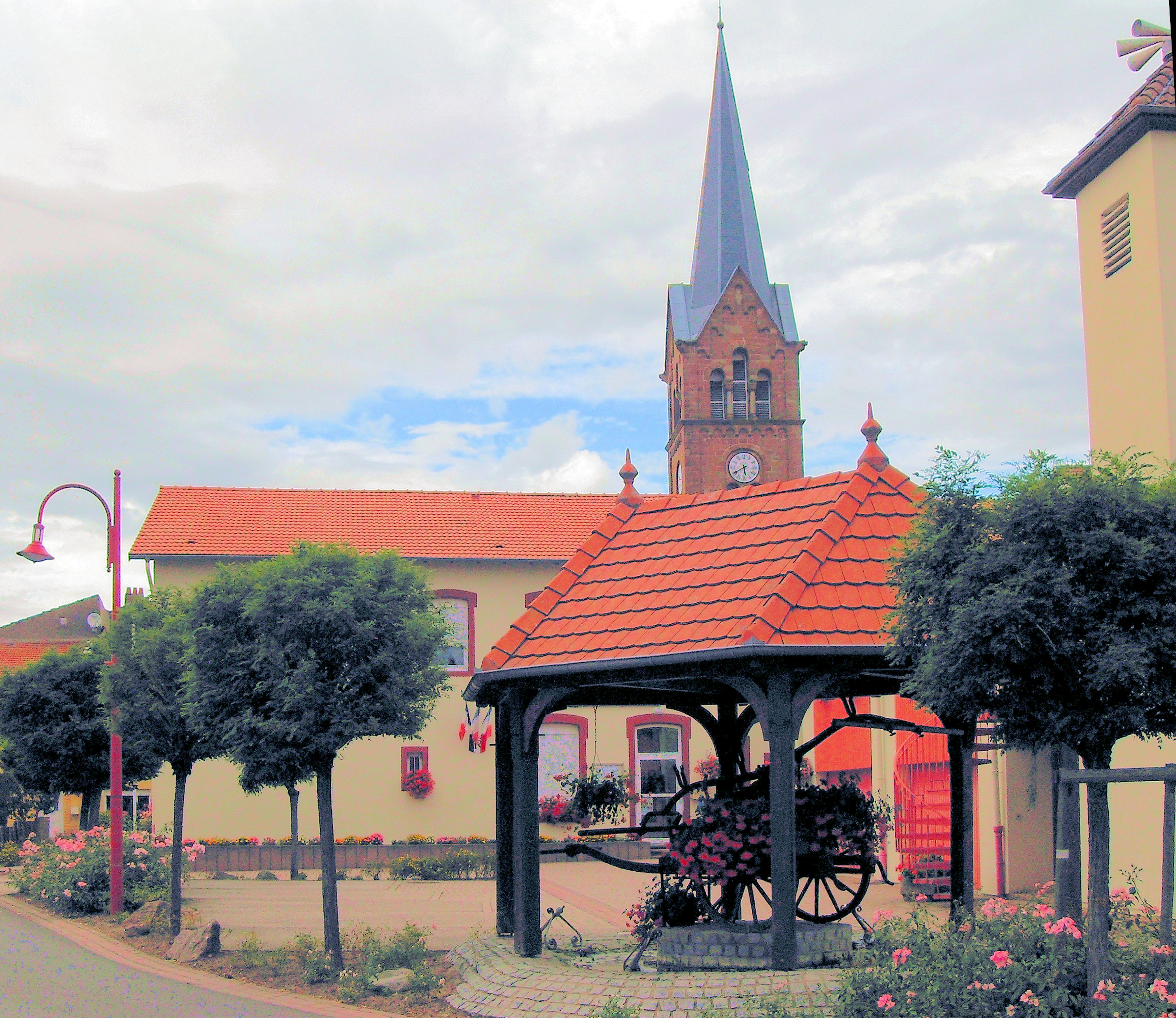
La mairie.

| Période                                  | Période   | Identité            | Étiquette | Qualité |
| ---------------------------------------- | --------- | ------------------- | --------- | ------- |
| Les données manquantes sont à compléter. |           |                     |           |         |
| 1947                                     | mars 1977 | Nicolas Colbus      |           |         |
| mars 1977                                | mars 2008 | Jean-Marie Sutrell  |           |         |
| mars 2008                                | En cours  | Micheline Fickinger |           |         |

## Démographie
L'évolution du nombre d'habitants est connue à travers les recensements de la population effectués dans la commune depuis 1793. Pour les communes de moins de 10 000 habitants, une enquête de recensement portant sur toute la population est réalisée tous les cinq ans, les populations de référence des années intermédiaires étant quant à elles estimées par interpolation ou extrapolation. Pour la commune, le premier recensement exhaustif entrant dans le cadre du nouveau dispositif a été réalisé en 2005.

En 2022, la commune comptait 566 habitants, en évolution de −2,58 % par rapport à 2016 (Moselle : +0,52 %, France hors Mayotte : +2,11 %).
| 1793 | 1800 | 1806 | 1821 | 1836 | 1841 | 1861 | 1866 | 1871 |
| ---- | ---- | ---- | ---- | ---- | ---- | ---- | ---- | ---- |
| 307  | 280  | 333  | 292  | 370  | 422  | 476  | 452  | 470  |

| 1875 | 1880 | 1885 | 1890 | 1895 | 1900 | 1905 | 1910 | 1921 |
| ---- | ---- | ---- | ---- | ---- | ---- | ---- | ---- | ---- |
| 447  | 462  | 420  | 386  | 393  | 392  | 385  | 402  | 407  |

| 1926 | 1931 | 1936 | 1946 | 1954 | 1962 | 1968 | 1975 | 1982 |
| ---- | ---- | ---- | ---- | ---- | ---- | ---- | ---- | ---- |
| 381  | 381  | 384  | 360  | 344  | 431  | 442  | 453  | 524  |

| 1990 | 1999 | 2005 | 2006 | 2010 | 2015 | 2020 | 2022 | - |
| ---- | ---- | ---- | ---- | ---- | ---- | ---- | ---- | - |
| 627  | 554  | 574  | 570  | 544  | 580  | 576  | 566  | - |

## Économie
D'r STALL  (l' écurie :  https://www.facebook.com/p/Bar-Dr-Stall-100063789990517/?locale=fr_FR): dynamic  bar dont la notoriété dépasse les frontières du village. Premier et unique employeur de la commune. Propriétaire Mr. R. PENNERATH, Membres d'honneur : der Durch, Nicolas NIMESKERN (Gosier d'or 1996,97, Malade, 99, 2000,2001, hospitalisé, 2003), Schoupinette Koenig,  gaston Dupieux, B. Haus.

## Culture locale et patrimoine

### Lieux et monuments

#### Édifices civils

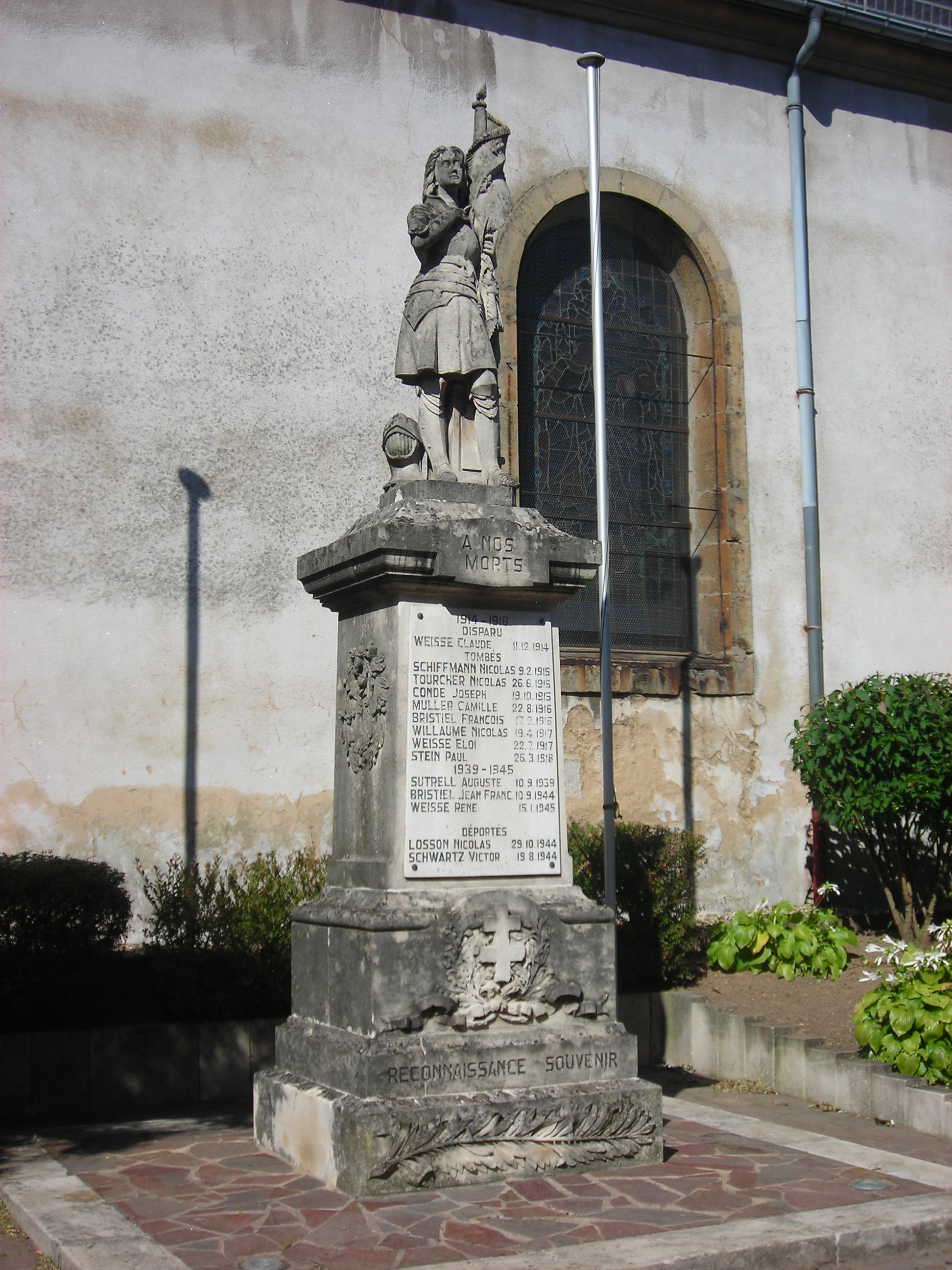
Le monument aux morts.

- Le monument aux morts, rappelant les victimes des deux guerres mondiales.
- Passage de la voie romaine.
- Traces de villa romaine.
- Déchets d'atelier et poterie gallo-romaine.

#### Édifices religieux

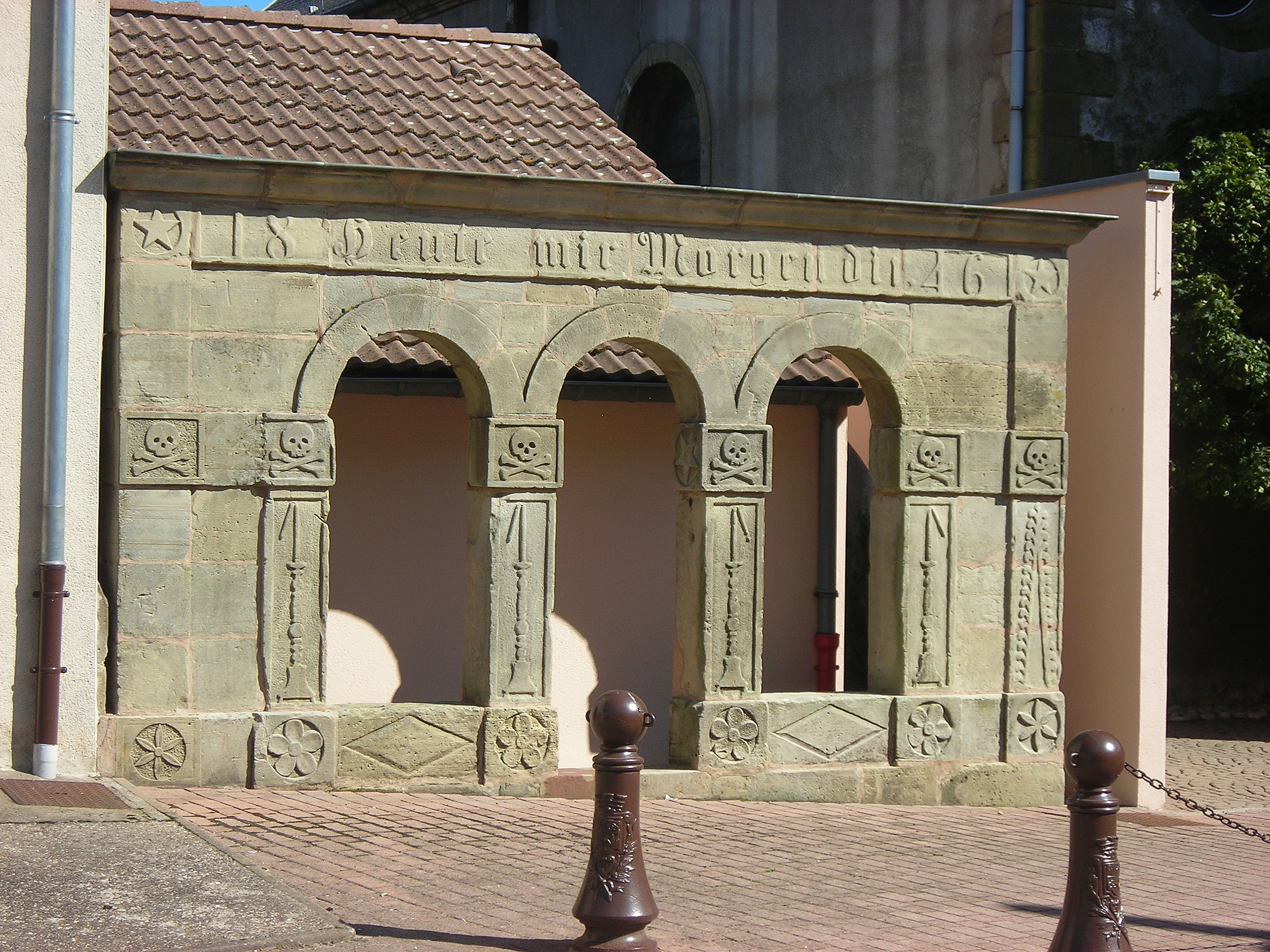
La façade de l'ossuaire.

- L'église paroissiale Saint-Remi est construite en 1770. Elle renferme un retable en pierre de Jaumont, qui date du XVe siècle et représente les douze apôtres du Christ.
- La façade de l'ancien ossuaire du village, datant de 1846, est encore visible à gauche de la tour-clocher de l'église. Elle porte l'inscription Heute mir, Morgen dir (Moi aujourd'hui, toi demain), rappelant au passant la mort inévitable. Les vestiges sont inscrits sur la liste des monuments historiques par arrêté du 23 novembre 1987[24].

### Personnalités liées à la commune
- Jean Marie Pierre Colbus (1834-1916) prêtre catholique et député au Reichstag allemand.
- Claude-François Bertrand de Boucheporn (1741 -1794), magistrat au parlement de Metz, intendant de Corse (1775 -1785), intendant de Pau et Bayonne, puis Auch (1785 à la Révolution).

## Pour approfondir